# Wynki
Wynki (Wönicken jusqu'en 1945) est un village polonais de la voïvodie de Varmie-Mazurie, dans le powiat d'Ostróda.

## Géographie
Wynki s'étend sur le rivage nord-ouest du lac de Lobbes, à 12 km au nord-est du chef-lieu Osterode.